# Eugène-Jean de Robiano
Eugène Jean-Baptiste de Robiano (8 juni 1741 - Brussel, 9 mei 1820) was een belangrijk acteur tijdens de periode van de voorlopige regering van België in de Zuidelijke Nederlanden in 1814-1815. 

## Biografie

### Familie
Jonkheer Eugène de Robiano was een telg uit de familie de Robiano. Hij was een zoon van graaf Lodewijk Frans de Robiano (1700-1765), rechter en kanselier van Brabant, en zijn tweede vrouw Jeanne de Gheus.
Hij trouwde in 1780 in Brussel met Marie de Norman et d'Audenhove (1754-1822). Ze kregen een zoon en een dochter, met afstammelingen tot heden.

### Loopbaan
Hij was onder het ancien régime lid van de Raad van Brabant (1775) en van de Raad van State. In 1814 werd hij lid van het Voorlopig Bestuur van de Bevrijde Provincies en was waarnemend gouverneur van het land tijdens de afwezigheid van hertog Frédéric Auguste Alexandre de Beaufort-Spontin die bij de geallieerden ging pleiten voor het dynastieke herstel over de Zuidelijke Nederlanden van keizer Frans II en van de Oostenrijkse monarchie.  
Hij vroeg geen adelserkenning aan onder het Verenigd Koninkrijk der Nederlanden, maar zijn zoon Charles deed wel een aanvraag na de dood van zijn vader en verkreeg adelserkenning met de titel van graaf in 1829.